# Tooting & Mitcham United FC
Tooting & Mitcham United FC is een voetbalclub uit Engeland, die in 1932 is opgericht en afkomstig is uit Merton borough (Morden). De club speelt anno 2020 in de Isthmian League Premier Division.

## Erelijst
- London Senior Cup : 1942-1943, 1948-1949, 1958-1959, 1959-1960, 2006-2007, 2007-2008, 2015-2016

## Records
- Beste FA Cup-prestatie: vierde kwalificatieronde, 1975-1976
- Beste prestatie FA Trophy: kwart finale, 1975-1976
- Beste prestatie FA Vase: kwart finale, 2000-2001

## Bekende (ex-)oude spelers
- Michail Antonio
- Jamie Pace